# رگبار (فیلم ۱۹۵۱)
رگبار (انگلیسی: Cloudburst) فیلمی است که در سال ۱۹۵۱ منتشر شد. از بازیگران آن می‌توان به رابرت پرستون اشاره کرد.